# Уильямс, Анна Уиллесс
Анна Уиллесс Уильямс (англ. Anna Willess Williams) — американская учительница, более известна как модель, которую английский гравёр Джорж Т. Морган изобразил на лицевой стороне Моргановского доллара.

## Моргановский доллар

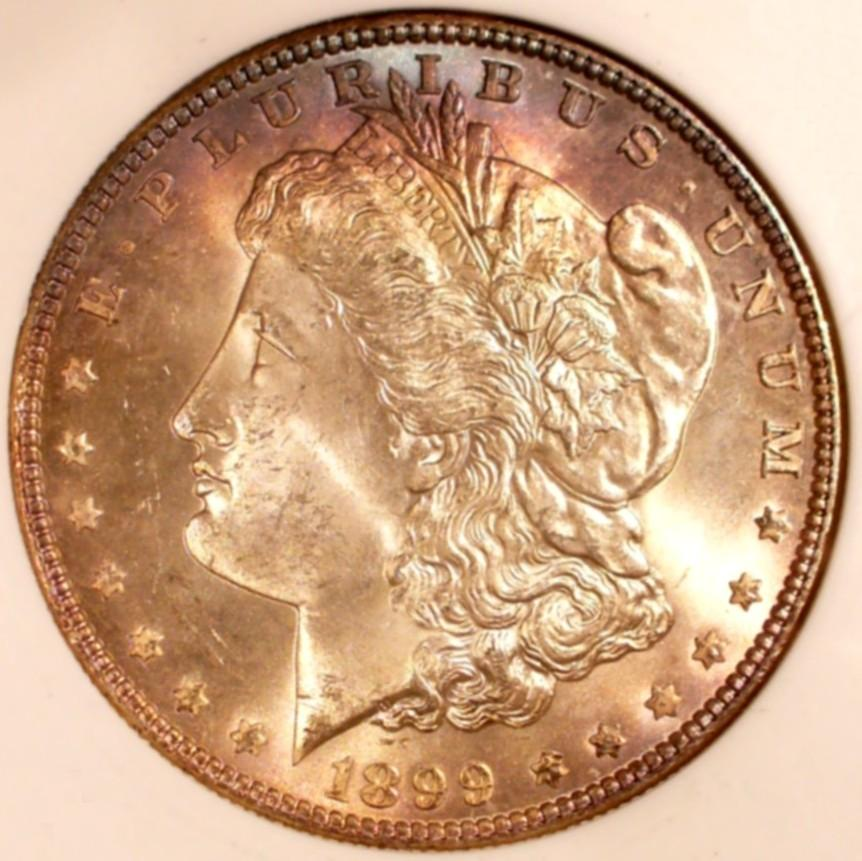
Моргановский доллар (1899). Лицевая сторона

В начале 1876 года Казначейство США пригласило молодого английского гравёра Джоржа Т. Моргана для разработки дизайна нового серебряного доллара США, который должен был заменить устаревшую к тому времени монету, изображавшую «сидящую Свободу», напоминающую английский символ — «Британию». В Филадельфии, где располагается главный монетный двор США, Морган познакомился со знаменитым американским художником Томасом Икинсом. Когда Морган решил изобразить на аверсе будущей монеты реальную американскую девушку вместо традиционной богини, Икинс познакомил его с дочерью своего друга Генри Уильямса мисс Анной Уиллесс Уильямс, которая сама была студенткой на факультете искусств. Им удалось уговорить её позировать при условии сохранения тайны. В ноябре 1876 года в течение 5 сеансов она позировала для Моргана, который был в восторге и говорил, что у Уильямс «наиболее идеальный профиль, который он когда-либо видел в Англии и Америке». Позже Морган добавил к профилю фригийский колпак и в 1877 году он сделал дизайн для монеты в полдоллара (вариант не чеканился), в с 1878 года стал чеканиться серебряный доллар.

## Биография
Хотя условием Уильямс было сохранение тайны её участия в дизайне доллара, в 1879 году филадельфийский репортёр узнал, что именно Уильямс — «девушка с серебряного доллара». Тысячи писем и посетителей стали невероятно беспокоить скромную по сути Уильямс. Появились заманчивые предложения сценической карьеры, от которых она, тем не менее, отказалась, чтобы стать учительницей в приютском доме. В 1891 году она стала учительницей дошкольного воспитания в средней школе для девочек. Слава вновь вернулась, когда в 1892 году журнал Ladies' Home Journal опубликовал её портрет. В 1895 году слухи о помолвке богини широко обсуждались в печати, что, возможно, и привело к её отмене. Уильямс так и осталась незамужней до конца своих дней. В декабре 1925 года в результате падения Уильямс оказалась прикована к постели, а 17 апреля 1926 года она умерла от инсульта.